# Anton (комп'ютер)

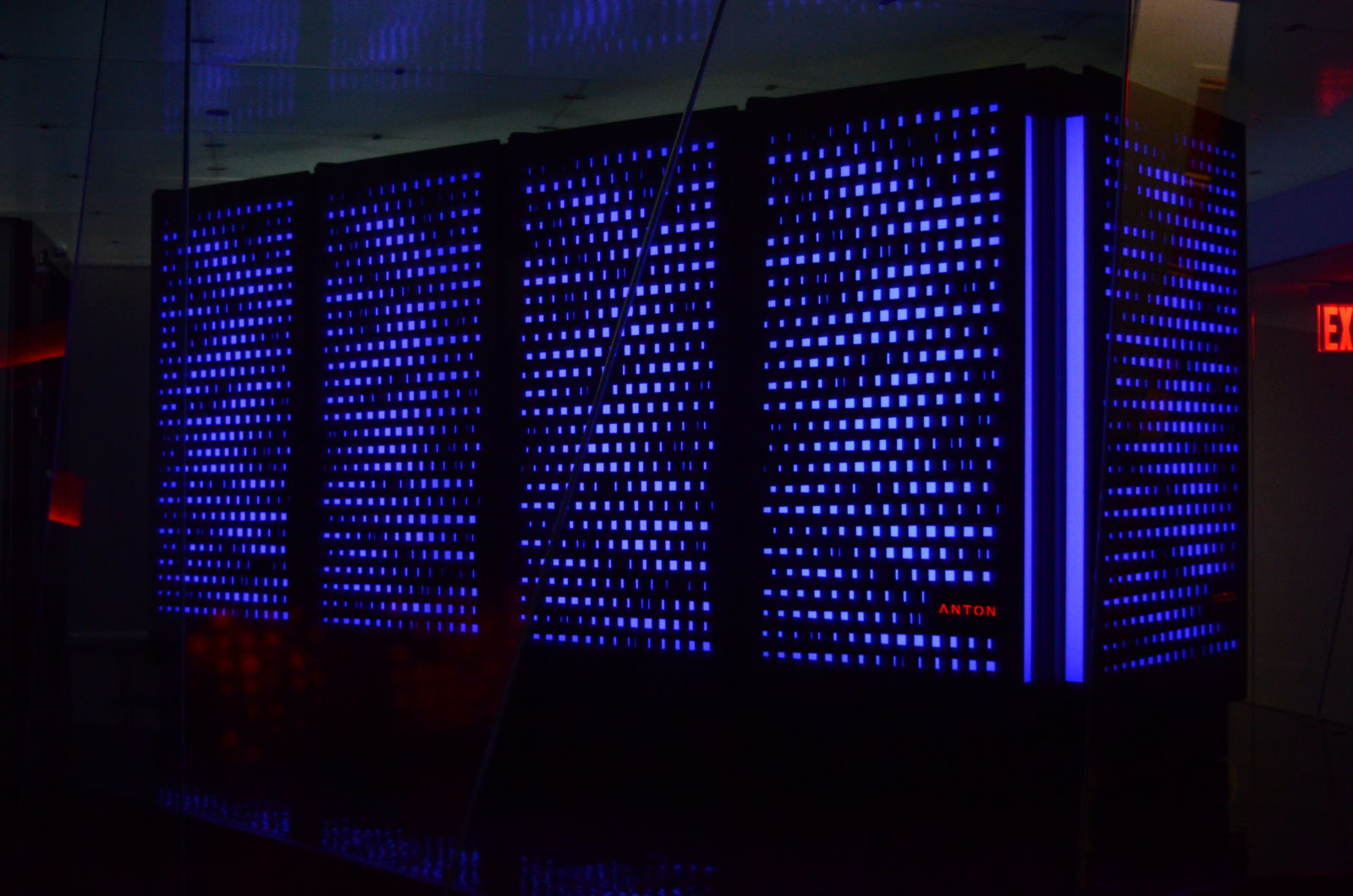

 Anton  є масовим паралельним суперкомп'ютером розробленим і побудованим D. E. Shaw Research в Нью-Йорку. Це система спеціального призначення для молекулярної динаміки (МД) симулювання білків та інших біологічних макромолекул. Машина Anton складається з значної кількості інтегральних схем для специфічного застосування ASIC (абревіатура від англ. Application-specific integrated circuit), з'єднаних між собою за допомогою спеціалізованої високошвидкісної тривимірної тор мережі.

 
На відміну від попередніх систем спеціального призначення для симуляції МД, таких як MDGRAPE-3, розроблена RIKEN в Японії, Anton виконує свої розрахунки виключно на спеціалізованих ASICs, замість поділу обчислень між спеціалізованими ASICs і процесорами загального призначення.

Кожен Anton ASIC містить дві обчислювальні підсистеми. Велика частина розрахунків електростатичних і ван дер Ваальсових сил здійснюється високопропускною підсистемою взаємодії HTIS(абревіатура від англ. high-throughput interaction subsystem) . Ця підсистема містить 32 глибоко конвеєрні модулі, що працюють на частоті 800 МГц, розташованих так само, як у систолічному масиві. Решта розрахунків, в тому числі сил зв'язку і швидких перетворень Фур'є (використовується для електростатики), виконуються гнучкою підсистемою. Ця підсистема містить чотири Tensilica ядра загального призначення (кожен з кеш-пам'яттю і scratchpad-пам’яттю) і вісім спеціалізованих але програмованих ядер SIMD, які називаються геометричними ядрами. Гнучка підсистема працює на частоті 400 МГц. 

Мережа Anton це тривимірний тор і, таким чином, кожна мікросхема має 6 міжвузлових зв'язків із загальною шиною входу-виходу 607,2 Гбіт / с. Міжвузлове з’єднання складається з двох однакових односторонніх з’єднань (по одному подорожуючому в кожному напрямку), кожне одностороннє з’єднання має 50,6 Гбіт / с пропускної здатності. Кожне одностороннє з’єднання складається з 11 смуг, де смуга являє собою диференційну пару проводів сигналізуючу на швидкості 4,6 Гбіт / с. Частота одного хопу в мережі Anton становить 50 наносекунд. Кожен ASIC також прикріплений до свого власного DRAM банку, що дозволяє великі симуляції.

Продуктивність 512-ти вузлової Anton машини становить більше 17 000 наносекунд симульованого часу за день, для системи білок-вода, що складається з 23,558 атомів. Для порівняння, MD коди, які працюють на паралельних комп’ютерах загального призначення, які складаються з сотень або тисяч процесорних ядер, досягають швидкості симуляції всього-на-всього декількох сотень наносекунд за день. Перша 512-ти вузлова Anton машина була введена в експлуатацію в жовтні 2008 року.Декілько петафлопний  проект розподілених обчислень Folding @ Home досяг показників у термінах симуляції, які можна порівняти із загальним часом єдиної безперервної симуляції на Anton, зокрема, досягнувши діапазону в 1,5 мілісекунди в січні 2010 року. 

Суперкомп'ютер ANTON названий на честь Антоні ван Левенгука, якого часто називають "батьком мікроскопії", тому що він побудував високоточні оптичні прилади і використовував їх для візуалізації широкого спектра організмів і типів клітин вперше.

The National Institutes of Health  підтримали Anton для біомедичної наукової спільноти, яка знаходиться в Pittsburgh Computing Center, Carnegie-Mellon University.

Машина ANTON 2 з 128 вузлами, і з істотно збільшеною швидкістю, і розміром проблеми була описана.